# Сейвеку, Сабрина
Сабрина Офели Сейвеку (фр. Sabrina Ophélie Seyvecou; род. 26 октября 1982 года, Иль-де-Франс, Париж) — французская актриса кино, ТВ и театра.

## Биография
Сабрина Сейвеку обучалась  актёрскому мастерству в студии «Пигмалион».
В 1999 году Эмманюэль Берко заметила её и пригласила на роль Зои в телефильме «Выбор Элоди».
Её первым опытом работы в большом кино стала главная роль в эротической драме «Тайные страсти» (режиссёр Жан-Клод Бриссо), отмеченной рядом кинопремий.
Одной из самых известных её работ стала роль Жозетты (Жожо), любимой сестры знаменитого певца Клода Франсуа, в фильме 2012 года «Мой путь».

## Избранная фильмография
- Тайные страсти (2002) — Сандрин
- Париж (2008) — Сидони
- Рождённые в 68-м (2008) — Людмила
- Вне закона (2010) — Элен
- Мой путь (2012) — Жозетта Франсуа
- В постели с Викторией (2016) — Сюзанна, подруга Виктории
- Отец и дочь (2019) — Агата